# Neoregelia kautskyi
A Neoregelia kautskyi az egyszikűek (Liliopsida) osztályának perjevirágúak (Poales) rendjébe, ezen belül a broméliafélék (Bromeliaceae) családjába tartozó faj.

## Előfordulása
A Neoregelia kautskyi előfordulási területe a dél-amerikai Brazília. Ennek az országnak a délkeleti részén az Espírito Santo nevű államban őshonos.

## Megjelenése
Epifiton növényfaj, melynek igen apró virágai vannak.

## Képek

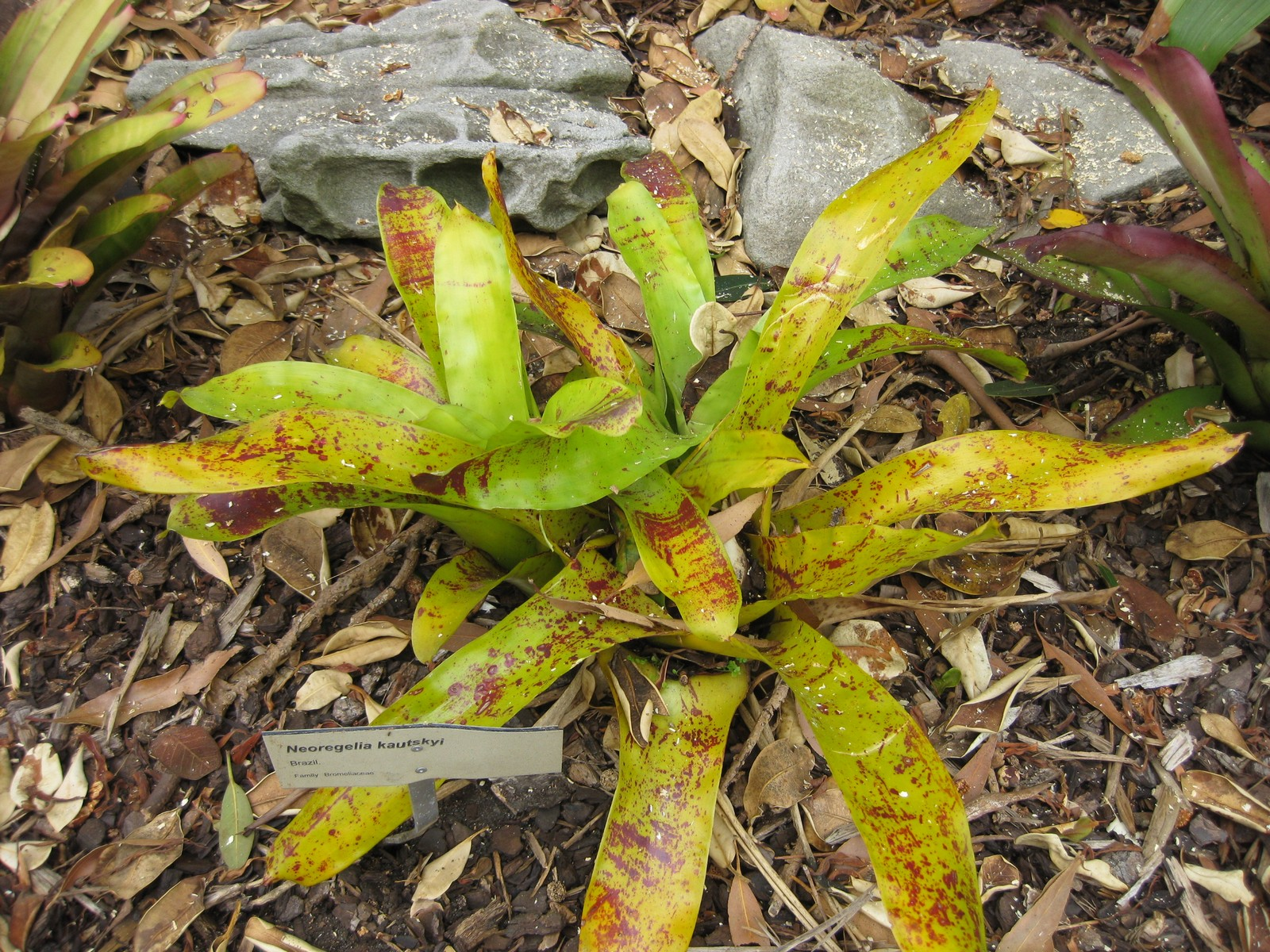
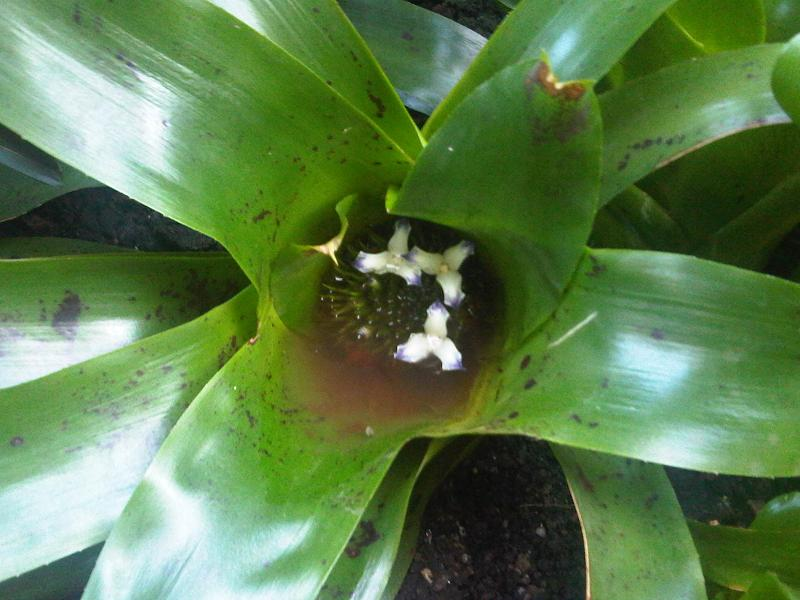
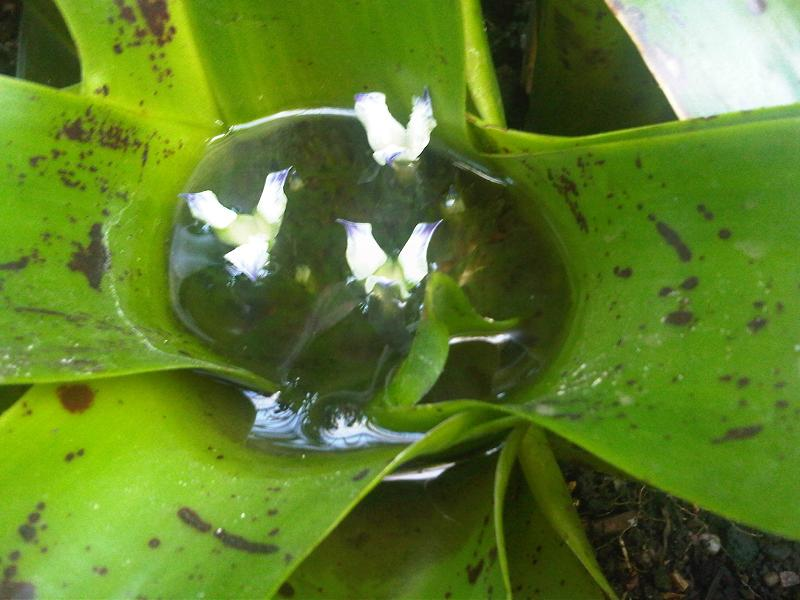

## Termesztett változatai
- Neoregelia 'Fireside Glow'
- Neoregelia 'Golden Chalice'
- Neoregelia 'Lucky Strike'
- Neoregelia 'Yellow Devil'